# Ohaba
Ohaba (en hongrois : Székásszabadja, en allemand : Neudorf) est une commune du județ d'Alba, Roumanie qui compte 757 habitants.
La commune est composée de quatre villages : Colibi, Măghierat, Ohaba et Secășel.

## Démographie
D'après le recensement de 2011, la commune compte 757 habitants, en forte baisse par rapport au recensement de 2002 où elle en comptait 920.
Lors de ce recensement de 2011, 92,73 % de la population se déclare roumaine, 2,51 % se déclare rom (4,49 % ne déclare pas d'appartenance ethnique).

## Politique
| Parti | Parti                                      | Sièges |
| ----- | ------------------------------------------ | ------ |
|       | Parti social-démocrate (PSD)               | 4      |
|       | Parti national libéral (PNL)               | 2      |
|       | Alliance des libéraux et démocrates (ALDE) | 1      |
|       | Parti Mouvement populaire (PMP)            | 1      |
|       | Parti Roumanie unie (PRU)                  | 1      |